# Giang Lang Sơn

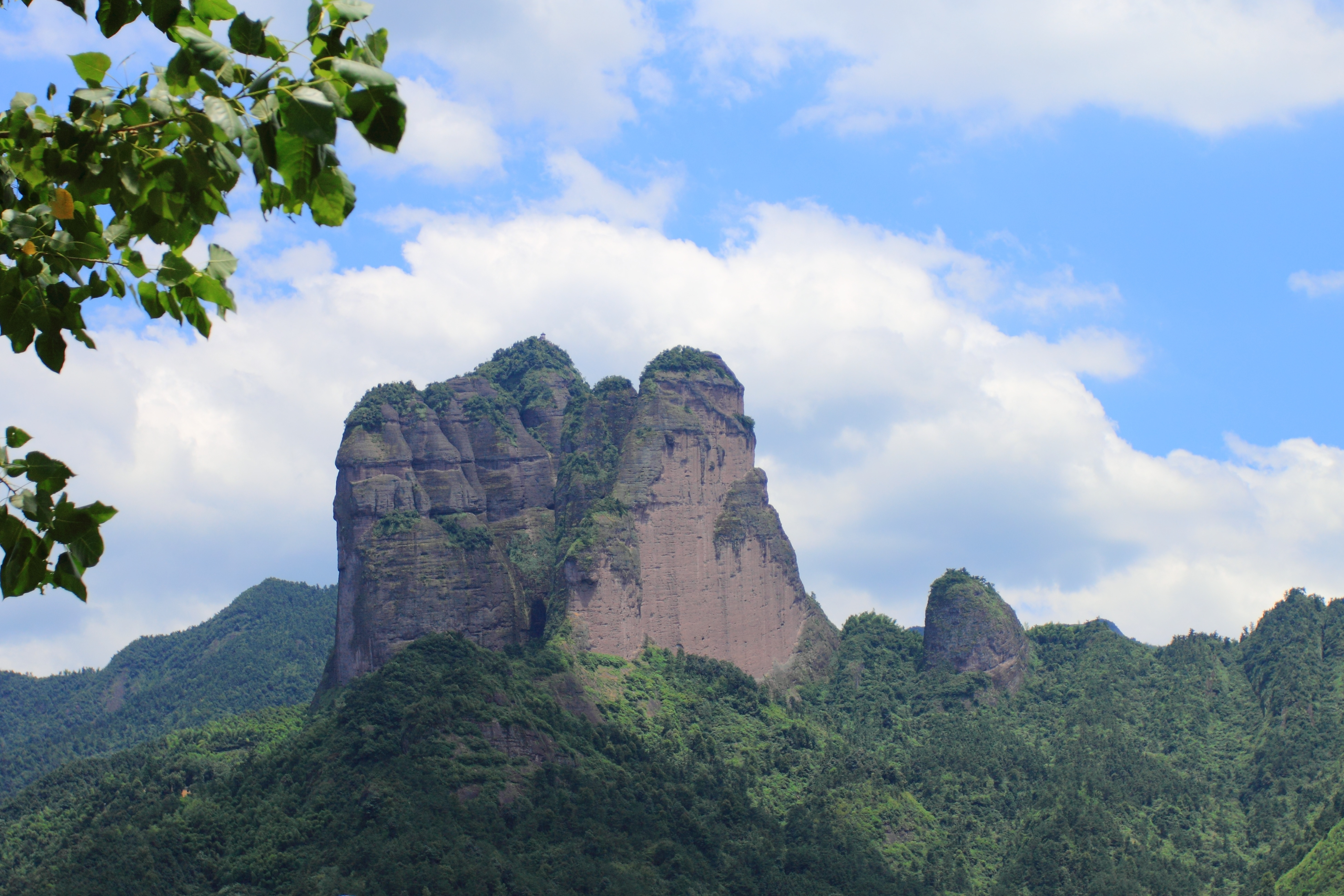

Giang Lang Sơn hay là núi Giang Lang (Trung Quốc: Jianglangshan, bính âm: Jiāngláng Shan) là một ngọn núi nổi tiếng tại Giang Sơn, Chiết Giang, Trung Quốc. Ba đỉnh núi từ Bắc vào Nam bao gồm: Lang Phong, Ya Feng và Ling Feng. Trong đó đỉnh Lang Phong cao nhất với độ cao 816,8 m.
Núi thể hiện địa hình Đan Hà, và đã được ghi vào danh sách Di sản thế giới trong tháng 8 năm 2010 như là một phần của Trung Quốc Đan Hà.